# Tesla Model S
Tesla Model S — п'ятидверний електричний ліфтбек виробництва американської компанії Tesla Inc.
У конфігурації із режимом «Plaid» авто має швидкість 320 км/год, потужність 760 кВт (1020 к.с.) і проїжджає на одному заряді 630 км.
15 грудня 2020 року Tesla Model S і Tesla Model X тимчасово (із 24 грудня по 11 січня) припинили збирати на заводах Tesla через падіння попиту на них

## Опис

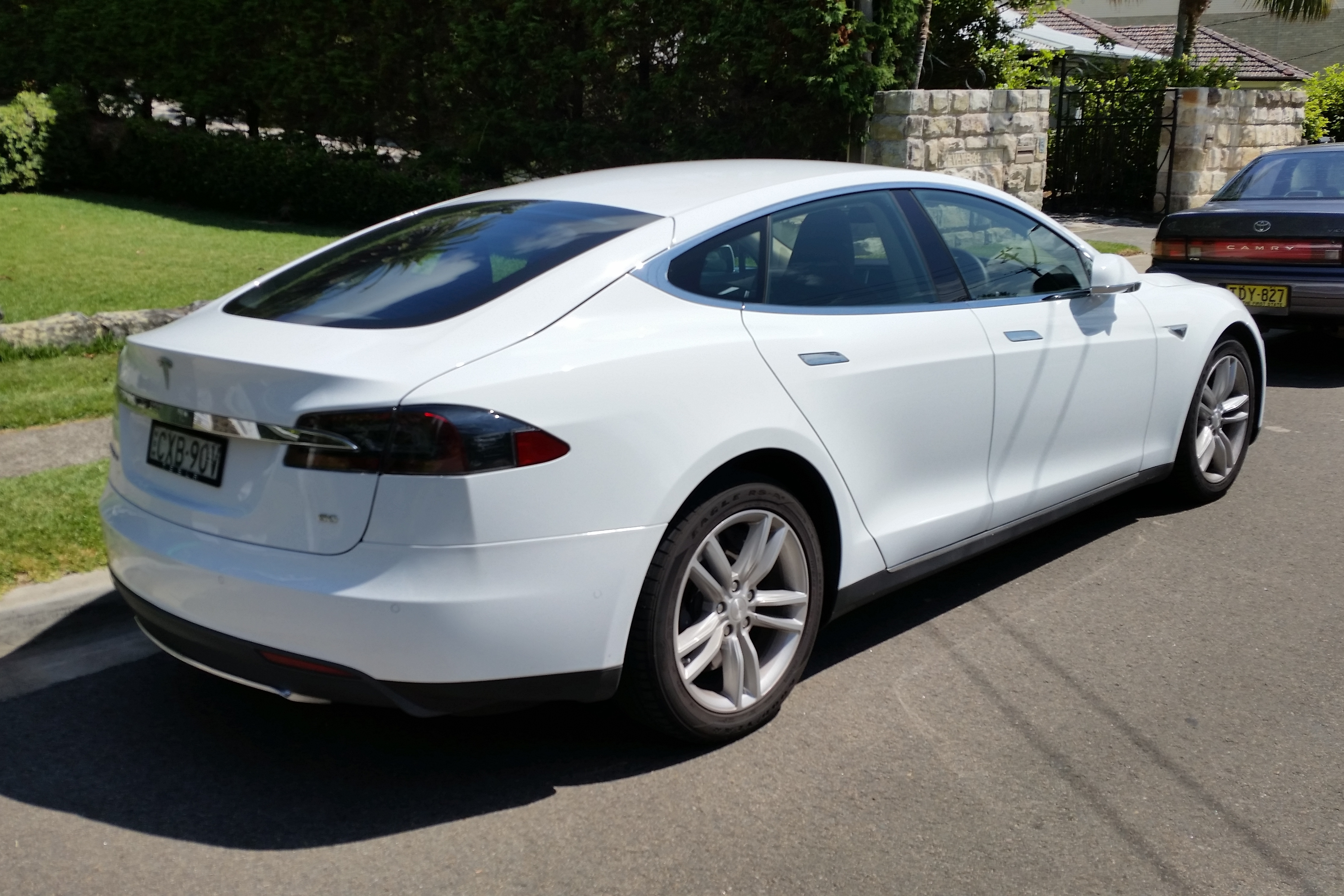
Tesla Model S

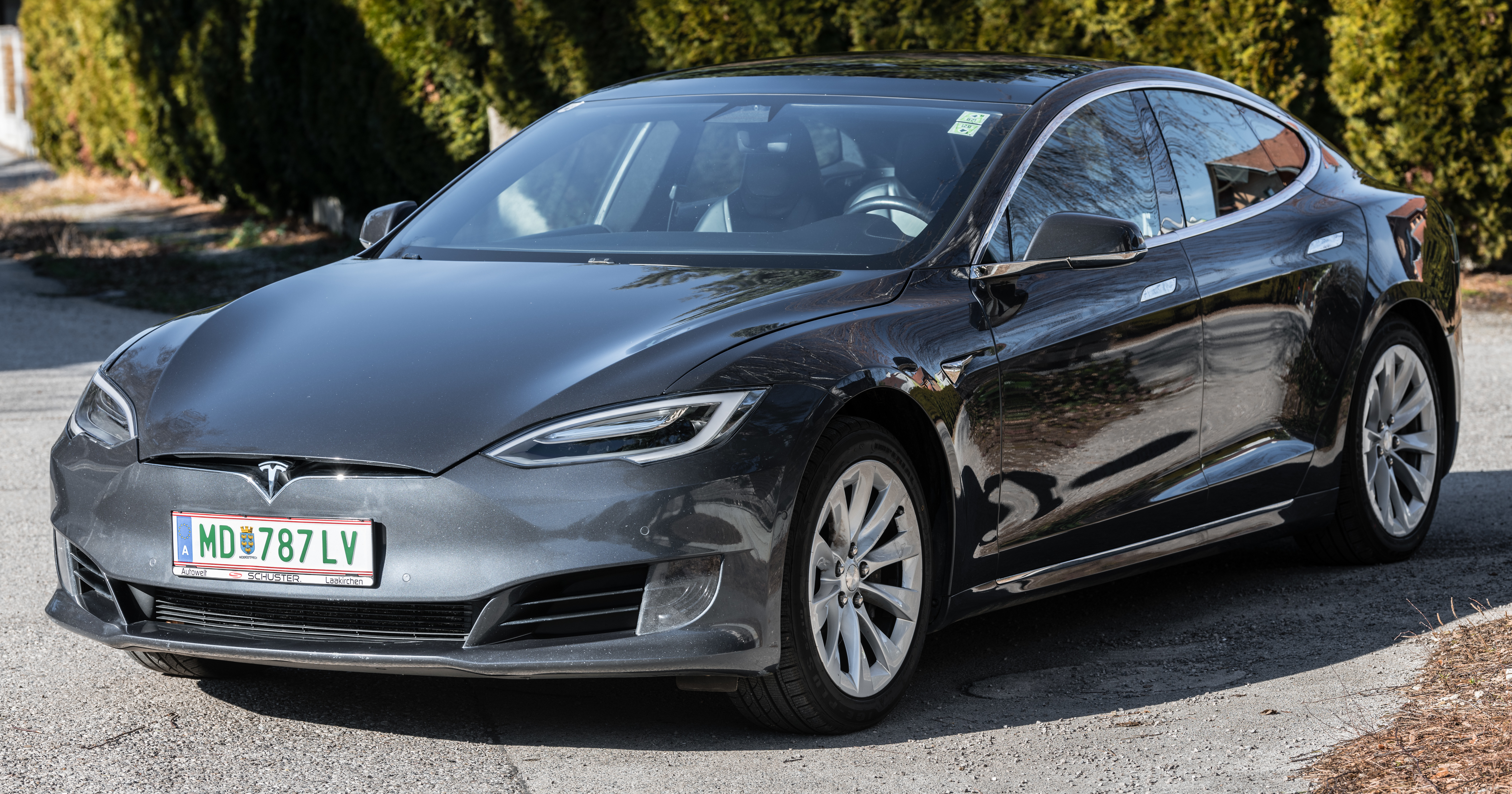
Tesla Model S 75D після фейсліфтингу (2016-2021)

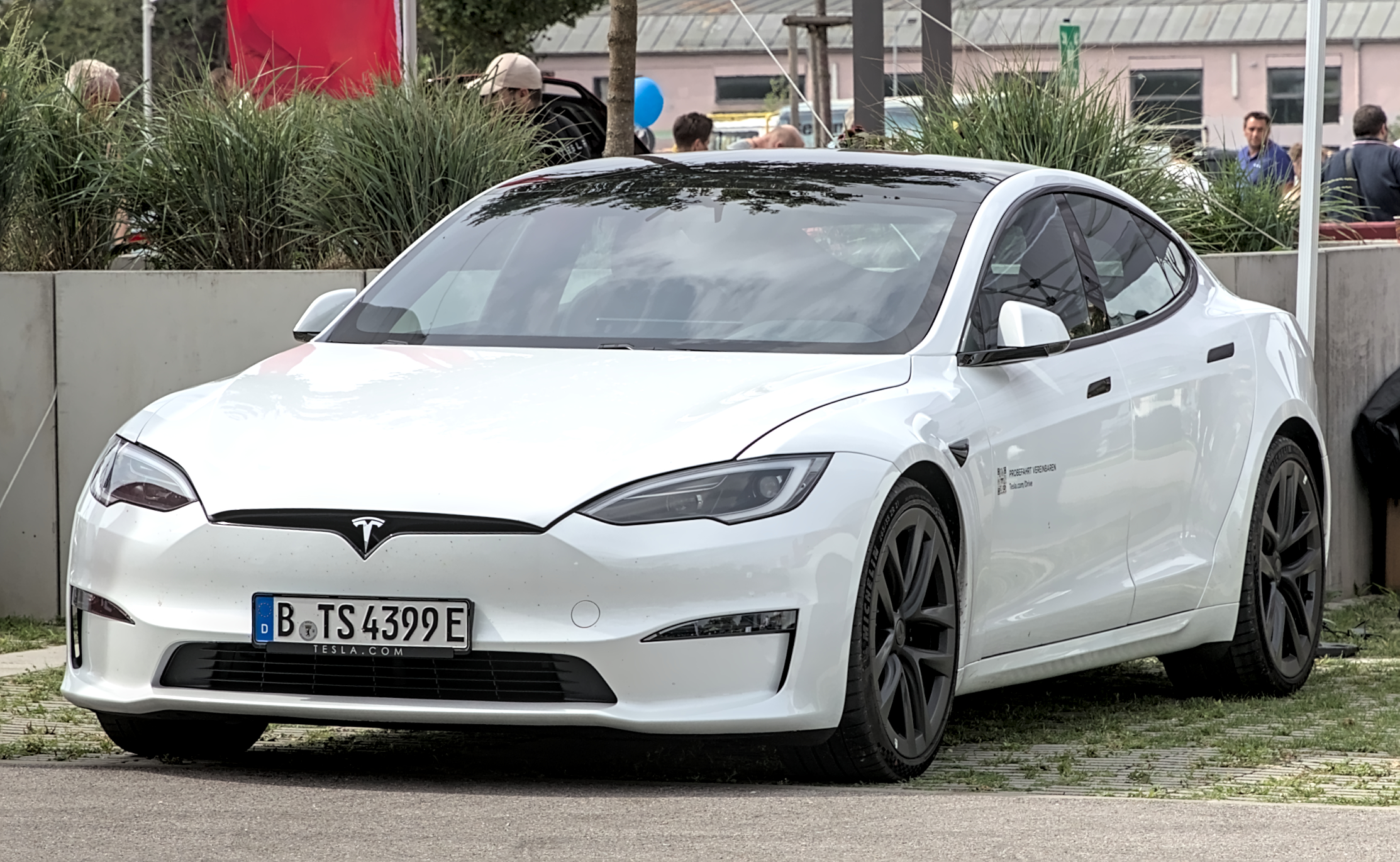
Tesla Model S P2 Long Range (з 2021)

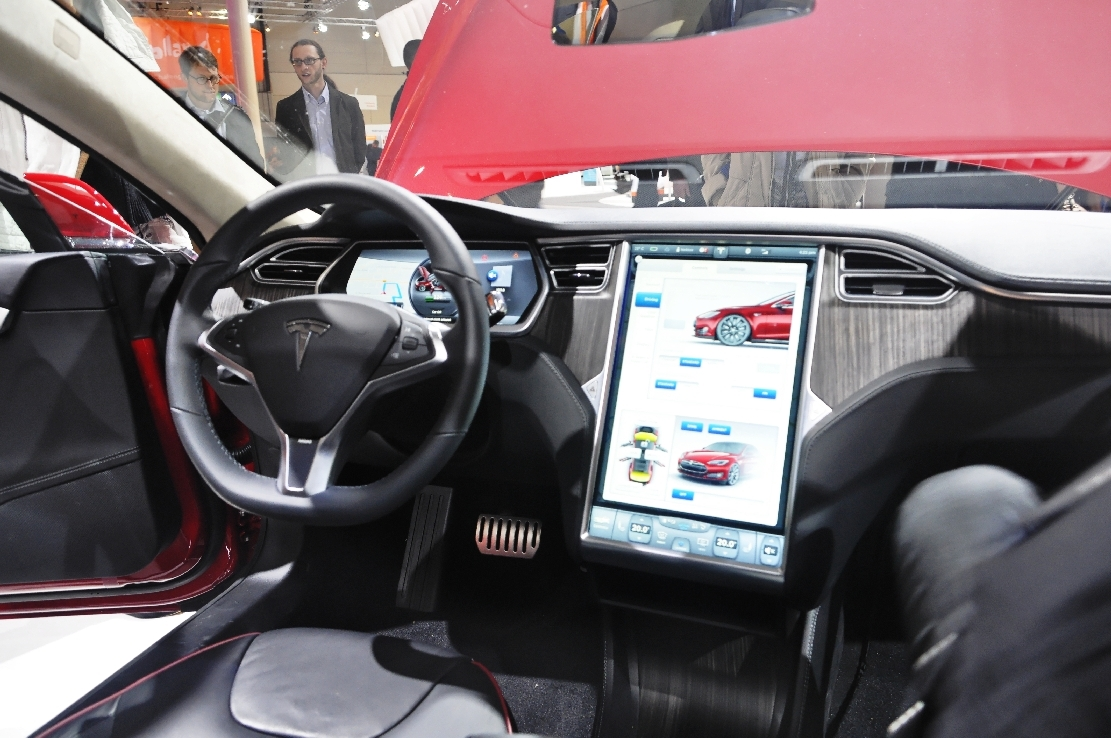
Салон Tesla Model S

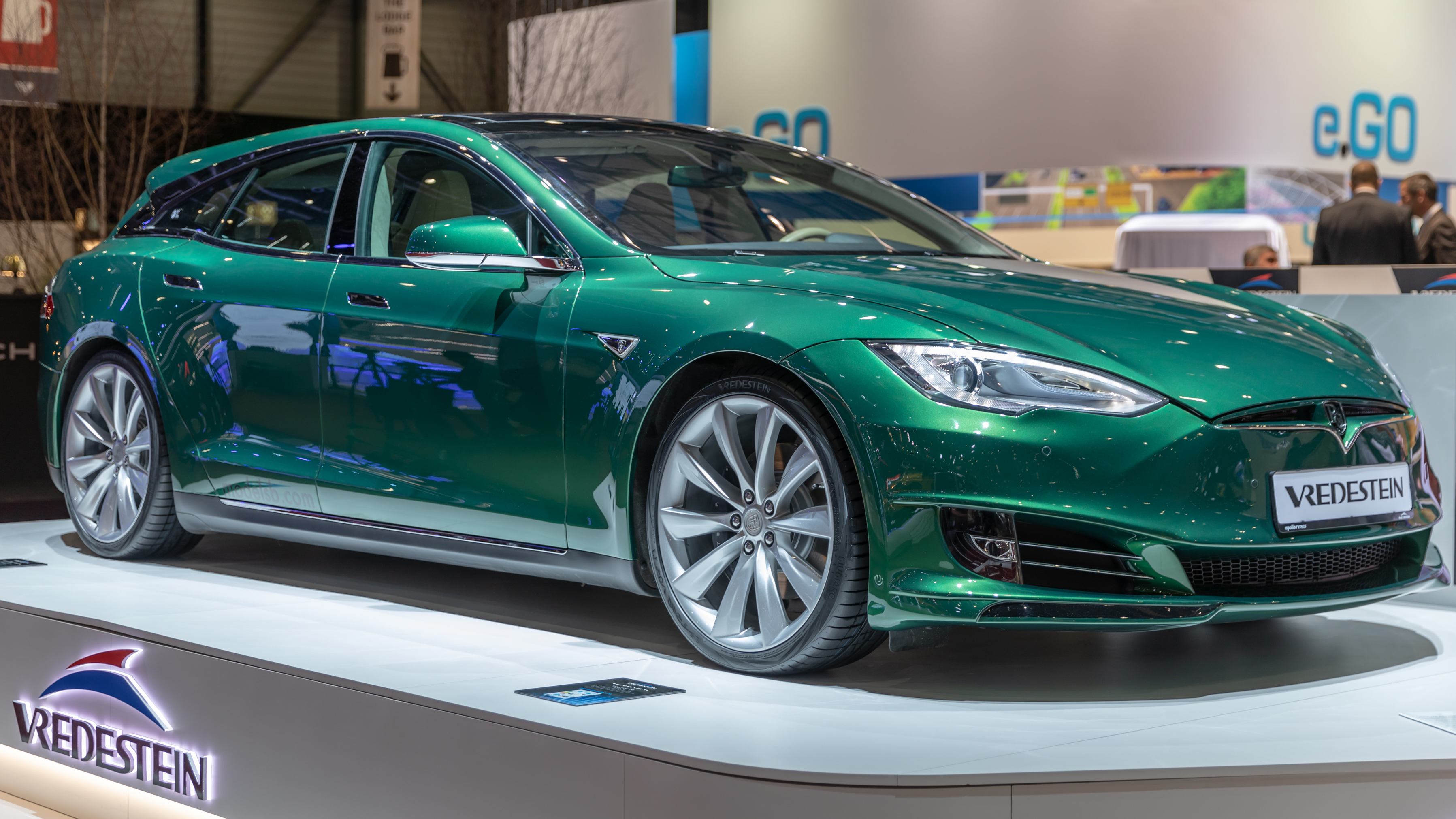
Tesla Model S Shooting Brake

Автомобіль Tesla Model S вперше був представлений на Франкфуртському автосалоні в 2009 році, продажі в США почалися в червні 2012 року.
За даними Управління з охорони навколишнього середовища США (EPA), заряду літій-іонного акумулятора ємністю 90 кВт·год вистачає на 557 км, що дає змогу Model S долати найбільшу дистанцію серед доступних на ринку електромобілів. Спочатку компанія Tesla планувала почати виробництво автомобілів з акумуляторами ємністю 60 кВт·год (335 км) і 40 кВт·год (260 км) 2013 р., однак через малий попит від моделі на 40 кВт·год вирішено було відмовитися.
Першими з виробничої лінії Tesla зійшли 1000 седанів обмеженого випуску Signature і Signature Performance, оснащені акумуляторами ємністю 85 кВт·год і вартістю 95400 $ та 105400 $ відповідно. Вартість автомобіля починалася від 62400 $ та сягала 87400 $. Найдорожчий варіант — це автомобіль із запасом ходу майже в 425 кілометрів, здатний прискорюватися від 0 до 100 км/год за 4,4 секунди.
За підсумками першого кварталу 2013 року, у США було продано 4750 автомобілів. Таким чином, Tesla Model S за темпами продажу випередила Mercedes-Benz S-класу та BMW 7-ї серії[неавторитетне джерело].
Прорив стався і в Європі. У Норвегії за перші два тижні вересня 2013 року було продано 322 автомобілі Tesla Model S, що обійшов Volkswagen Golf (256 шт.) і ставши найпродаванішим авто в країні. Протягом цього періоду продажі електромобілів Tesla Model S і Nissan Leaf сягнули 11 % ринку в Норвегії..
У червні 2013 року компанія продемонструвала можливість миттєвого відновлення запасу ходу Model S до максимального, шляхом автоматичної заміни батареї. У ході демонстрації було показано, що процедура заміни триває приблизно 90 секунд, що більш ніж удвічі швидше заправки повного бака аналогічного бензинового автомобіля. За заявою президента компанії Ілона Маска, «повільне» (20–30 хвилин) заряджання батареї Model S на заправних станціях Tesla Supercharger залишиться безкоштовним, а швидка заміна обійдеться власникові машини в суму близько 60–80 доларів, що приблизно відповідає вартості повного бака бензину[неавторитетне джерело].
З 2015 року проводиться виробництво кросовера серії Model X, збудованого на базі фастбека Tesla Model S.
У 2016 році Tesla Model S отримала оновлений дизайн, більш схожий з Model 3, з'явились версії з батареями 75 кВт·год та 90 кВт·год, версія P85D та новий режим Ludicrous, який дозволяє розганятись до 96,5 км/год за 2,8 секунд. Model S 75 здатна забезпечити діапазон пробігу у 480 км, завдяки наявності батареї на 75 кіловат-годин та потужності 328 кінських сил. Ця нова модель постачається з заднім приводом. Версія Model S 90 пропонує мотор на 362 кінських сили та батарею на 90 кіловат-годин, які разом збільшують дальність пробігу до 557 кілометрів. Автомобілі Tesla Model S60 і S75 є єдиними задньопривідними представниками своєї родини, усі інші моделі оснащені повним приводом та системою подвійного двигуна. У серпні 2016 року компанія представила нову модифікацію Tesla Model S P100D. Запас ходу збільшився до 632 км на одному заряді, а з 0 до 100 км/год розганяється за 2,4 секунди. Згодом компанія випустила нову опцію Ludicrous+, з її допомогою розгін з 0 до 100 км/год займає всього 2,2 секунди (на другому місці у світі Bugatti Chiron 2,4 секунди). 
У 2020 році Tesla Model S була оновлена. Tesla Model S 2020 року доступна в комплектаціях Long Range Plus і Performance. Запас ходу стандартної моделі становить від 215 до 245 км. Model S Long Range Plus розганяється до 100 км на годину за 3,7 секунди, Model S Performance знадобиться 2,4 секунди. Базова модель S Long Range Plus може проїхати до 240 км без підзарядки. Батареї Model S Long Range вистачає на 230 км шляху, Model S Performance — до 215 км.
Зарядка від звичайної мережі протягом 1 години додає Tesla Model S 2022 року 55 км запасу ходу.

### Palladium (Plaid)
Оновлення Palladium було оголошено в січні 2021 року з першими поставками в червні 2021 року. Оновлення включало новий інтер’єр, нову трансмісію, підвіску та терморегуляцію серед інших удосконалень. Спочатку оновлення складалося з трьох моделей: Long Range (LR), Plaid і Plaid+, хоча Plaid+ було скасовано незадовго до початку поставок. Назва «Plaid» застосована до продуктивної моделі та є посиланням на єдину швидкість, швидшу за «Ludicrous» у фільмі Spaceballs.
Модель Plaid включає один двигун для передньої осі та два двигуни для задньої осі; початкова ціна становила 131 100 доларів. В основі продуктивності Plaid лежать нові інноваційні двигуни з карбоновим ротором, що забезпечує набагато більші оберти двигуна. Маск сказав, що це викликало проблеми, оскільки вуглець і мідь (матеріал ротора) мають різну швидкість теплового розширення. Модель Long Range включає передній двигун і один задній двигун; його початкова ціна становила 80 тисяч доларів, але невдовзі після початку поставок її підняли до 85 тисяч доларів. «Track Mode» дозволяє регулювати від 100% FWD до 100% RWD з кроком 5%, силу контролю тяги на 21 етапі та силу рекуперативного гальмування від 0% до 100% з кроком 5%.
Під час свого дебюту моделі Palladium мали найнижчий коефіцієнт лобового опору з усіх серійних автомобілів із Cd=0,208. У новій системі HVAC використовується тепловий насос, який, за словами Tesla, забезпечує на 30% довший радіус дії та потребує на 50% менше енергії в холодну погоду, ніж попередня Model S. Зазначається, що зарядка збільшується на 187 миль (301 км) за 15 хвилин (на нагнітач 250 кВт). Інтер’єр має некругле рульове колесо, горизонтально орієнтований центральний екран, екран для задніх пасажирів, збільшений простір для голови та ніг, особливо в зоні задніх сидінь, зниження рівня шуму через акустичне скло, новий настроюваний інтерфейс користувача, і покращені ігри (через графічний процесор AMD RDNA 2). За оцінками компанії, поставки досягнуть 1000 на тиждень у 3 кварталі 2021 року.
Plaid має 1020 кінських сил (760 кВт) і 1420 Н⋅м крутного моменту. За результатами незалежного тестування Motor Trend він розганявся 0–97 км/год за 2,07 секунди (1,98 на підготовленій доріжці, наприклад з PJ1 TrackBite) і долав чверть милі (400 м) за 9,34 секунди на швидкості 244,9 км/год. Tesla заявила, що максимальна швидкість буде 320 км/год.

## Двигуни
Передній і задній трифазні індукційні двигуни змінного струму видають сумарно 235—1020 к.с., 430—1420 Нм в залежності від модифікації.

## Конфігурації Model S
| Конфігурація            | Рік                   | Ємність акуму-лятора, кВт·год | Привод | Потужність, кВт (к.с.)         | Крутний момент, Н·м        | Розгін від 0–100 км/год, с | Макс. швидкість, км/год | Пробіг на одному заряді, км |
| ----------------------- | --------------------- | ----------------------------- | ------ | ------------------------------ | -------------------------- | -------------------------- | ----------------------- | --------------------------- |
| 40                      | 2012 — 2013           | 40                            | задній | 175 (235)                      | 430                        | 6,5                        | 177                     | EPA: 224                    |
| 60                      | 2012 — 2015 2016—2017 | 60                            | задній | 285 (382)                      | 430                        | 5,5                        | 209                     | EPA: 335 NEDC: 375          |
| 60D                     | 2016 — 2017           | 60                            | повний | 386 (518)                      | 441                        | 5,2                        | 209                     | EPA: 351 NEDC: 408          |
| 70                      | 2015 — 2016           | 70                            | задній | 285 (382)                      | 525                        | 5,5                        | 225                     | EPA: 370 NEDC: 420          |
| 70D                     | 2015 — 2016           | 70                            | повний | 386 (518)                      | 441                        | 5,2                        | 225                     | EPA: 390 NEDC: 442          |
| 75                      | 2016 — 2017           | 75                            | задній | 285 (382)                      | 659                        | 4,3                        | 225                     | EPA: 401 NEDC: 480          |
| 75D/ Standard Range     | 2016 — 2019           | 75                            | повний | 386 (518)                      | 441                        | 4,2                        | 225                     | EPA: 417 NEDC: 490          |
| 85                      | 2012 — 2016           | 85                            | задній | 285 (382)                      | 658                        | 5,4                        | 225                     | EPA: 426 NEDC: 502          |
| 85D                     | 2014 — 2016           | 85                            | повний | 386 (518)                      | 601                        | 3,8                        | 249                     | EPA: 430 NEDC: 528          |
| P85                     | 2012 — 2014           | 85                            | задній | 350 (469)                      | 601 Perfor-mance Plus: 931 | 4,2                        | 209                     | EPA: 426 NEDC: 502          |
| P85D                    | 2014 — 2016           | 85                            | повний | 397 (532)                      | 931                        | 3,1 Ludicrous: 2,8         | 249                     | EPA: 407 NEDC: 480          |
| 90                      | 2015 — 2016           | 90                            | задній | 285 (382)                      | 658                        | 5,4                        | 225                     | EPA: 426 NEDC: 502          |
| 90D                     | 2015 — 2017           | 90                            | повний | 386 (518)                      | 931                        | 3,8                        | 249                     | EPA: 473 NEDC: 557          |
| P90D                    | 2015 — 2016           | 90                            | повний | 397 (532) Ludicrous: 560 (751) | 931 Ludicrous: 1373        | 3,1 Ludicrous: 2,8         | 249                     | EPA: 430 NEDC: 509          |
| 100D                    | 2016 — 2019           | 100                           | повний | 386 (518)                      | 441                        | 3,6                        | 249                     | EPA: 539 NEDC: 632          |
| P100D                   | 2016 — 2019           | 100                           | повний | 568 (762)                      | 989 Ludicrous: 1373        | 2,4                        | 262                     | EPA: 507 NEDC: 613          |
| Raven (Performance)     | 2019 — наш час        | 100                           | повний | 580 (778)                      | 1140                       | 2,3                        | 262                     | EPA: 560 NEDC: 671          |
| Raven (Long Range Plus) | 2019 — наш час        | 100                           | повний | 398 (534)                      | 755                        | 3,7                        | 249                     | EPA: 647 NEDC: 713          |
| Plaid                   | 2021 — наш час        |                               | повний | 750 (1020)                     | 1420                       | 2,1                        | 320                     | WLTP: 628                   |

## Дрег-рейсінг з Rimac Nevera
В серпні 2021 року автори YouTube-каналу DragTimes влаштували змагання між ліфтбеком Tesla Model S Plaid та гіперкаром Rimac Nevera. Усього відбулося три заїзди, і в кожному з них першим до фінішу прийшов Rimac.

## Продажі
За підсумками першого кварталу 2013 року в США було продано 4750 примірників Tesla Model S. Таким чином, модель стала найпопулярнішим люксовим седаном, випередивши, зокрема, Mercedes-Benz S-класу і BMW 7-ї серії.
У Норвегії завдяки державній підтримці електромобілів [14] за перші два тижні вересня 2013 року Tesla Model S — найпродаваніший автомобіль (322 шт), що обійшов Volkswagen Golf (256 шт). Електромобілі Tesla Model S і Nissan Leaf зайняли в Норвегії за цей період 11 % ринку.
Всього в світі до кінця першого кварталу 2014 року було продано близько 32 тис. автомобілів Tesla S. При цьому за підсумками кварталу відзначено стабілізацію попиту в США при продовженні зростання продажів в Євросоюзі. У Росії такі машини поки що рідкість і зустрічаються тільки у великих містах у зв'язку з відсутністю СТО та інфраструктури для електромобілів. В Україні станом на 2020 рік так і не відкрито офіційне представництво. Українці можуть замовити модель на сайті, а отримати у Польщі.
Продажі Model S в світі склали 50 тис. автомобілів в 2015 році, в 2016 також було продано 50 тис. автомобілів. Таким чином, з 2015 по 2016 рік у США було продано 18 028 автомобілів із 29 156 випущених Tesla Model S.
| рік     | авто    |
| ------- | ------- |
| 2012    | 02.650  |
| 2013    | 22.442  |
| 2014    | 31.655  |
| 2015    | 50.446  |
| 2016    | 50.931  |
| 2017    | 54.715  |
| 2018    | 50.630  |
| всього: | 260.819 |